# Messsystem
Als Messsystem bezeichnet man die Gesamtheit von Messgerät bzw. Messmittel, Mensch und Umwelt.
Aufgrund vieler möglicher Ursachen ist es grundsätzlich nicht möglich, fehlerfrei zu messen, das heißt das Messsystem kann die Messgröße nicht fehlerfrei erfassen. Die Abweichung eines gemessenen Wertes vom wahren Wert der Messgröße wurde früher Messfehler genannt. Heute wird nach DIN 1319-1:1995 der Begriff Messabweichung verwendet.
Die Messunsicherheit ist ein Schätzwert, der angibt, wie groß der Abstand des gemessenen zum wahren Wert der Messgröße sein kann. Als Querempfindlichkeit bezeichnet man die Empfindlichkeit eines Messsystems für sekundäre, d. h. nicht primär zu messende Messgrößen.
Die Genauigkeit des Messsystems wie das Ergebnis und die Qualität einer Messung werden von verschiedenen Faktoren wie z. B.
- Art und Alter des Messmittels oder Messgerätes sowie dessen Nutzungshäufigkeit
- vorhandene Umgebungstemperatur, Luftströmung oder Windgeschwindigkeit
- Art der Interaktionen zwischen Mensch und Messmittel bzw. Messgerät
- Parallaxe

und vielen anderen Faktoren mehr oder weniger stark beeinflusst, weshalb sich in der Metrologie (Messtechnik), dem Qualitätsmanagement (Qualitätssicherung) wie auch in Six Sigma verschiedene Methoden zur Kontrolle und Überwachung von Messsystemen etabliert haben.
Dazu zählen u. a. die wiederholte Eichung, Kalibrierung und Justierung von Messgeräten innerhalb fest vorgegebener Toleranzen oder auch die Analyse der Prozessfähigkeit des gesamten Messprozesses inklusive des Messsystems, genannt Messsystemanalyse.
Mögliche Ursachen für Messabweichungen bei Messsystemen sind zum einen meist beeinflussbare, systematische Fehler, wie beispielsweise
- Messgerätefehler
- Out of Specification
- Achsneigung
- Indexfehler und Parallaxenfehler

zum anderen oft nicht beeinflussbare, zufällige Fehler wie z. B. Luftfeuchtigkeit, Luftunruhe oder thermisches Rauschen.
Mit Offset werden konstant-systematische Messfehler eines Messsystems bezeichnet, Trend oder Drift bezeichnen ansteigende oder abfallende Messfehler eines Messsystems.